# Revuefilm
Der Revuefilm ist ein Filmgenre und eng verwandt mit anderen Subgenres des Musikfilms wie dem Musical, der Operette / dem Operettenfilm und dem Tanzfilm. Der Begriff wird vor allem für deutsche und österreichische Musik- und Tanzfilme angewandt, die im Zeitraum der 1930er- bis 1960er-Jahre entstanden sind. 
Die Filme zeichnen sich durch leichte, beschwingende, fröhliche Unterhaltung aus, gespickt mit immer wiederkehrenden Gesangs- und Tanzeinlagen, vorwiegend bestehend aus zeitgenössischen Schlagern. Die Handlung baut meist auf einer romantischen Komödie auf, in der es oft um Backstage-Proben oder Aufführungen von Revuen geht. Der Revuefilm kann außerdem (muss aber nicht) eine verfilmte Revue eines Musiktheaters sein. Der Revuefilm hatte im Nationalsozialismus seine größte Popularität, danach wurde er allmählich vom Schlagerfilm abgelöst. Zu den großen Stars des Revuefilms zählten La Jana, Johannes Heesters, Willy Fritsch, Marika Rökk, Caterina Valente, Silvio Francesco und Peter Alexander. 
Durch die enge Verwandtschaft mit dem Musical werden im deutschsprachigen Raum gelegentlich auch einige US-amerikanische Filmmusicals, die im gleichen Zeitraum entstanden sind, als Revuefilme bezeichnet, was aber streng genommen nicht ganz korrekt ist, da es sich eigentlich um ein deutschsprachiges Genre handelt. 
Der Begriff „Revuefilm“ ist jedoch nicht zu verwechseln mit dem Begriff „Filmrevue“. Außerdem gibt es noch ähnliche Begriffe wie „Revue Film“, ein Label vor allem für Super-8-Filme, und auch die „Film Revue“, der Titel einer speziellen deutschen Filmzeitung der 1940er und 1950er Jahre. 

## Liste von deutschsprachigen Revuefilmen
- 1935: Mach mich glücklich (Regie: Arthur Robison)
- 1936: Und du mein Schatz fährst mit (Regie: Georg Jacoby)
- 1937: Gasparone (Regie: Georg Jacoby)
- 1937: Premiere (Regie: Géza von Bolváry)
- 1938: Es leuchten die Sterne (Regie: Hans H. Zerlett)
- 1938: Immer, wenn ich glücklich bin (Regie: Carl Lamac)
- 1938: Nanu, Sie kennen Korff noch nicht? (Regie: Fritz Holl)
- 1938: Hallo Janine (Regie: Carl Boese)
- 1939: Eine Nacht im Mai (Regie: Georg Jacoby)
- 1939: Wir tanzen um die Welt (Regie: Karl Anton)
- 1939: Menschen vom Varieté (Regie: Josef von Báky)
- 1940: Kora Terry (Regie: Georg Jacoby)
- 1940: Traummusik (Regie: Géza von Bolváry)
- 1941: Frauen sind doch bessere Diplomaten (Regie: Georg Jacoby)
- 1941: Immer nur Du (Regie: Karl Anton)
- 1942: Hab’ mich lieb! (Regie: Harald Braun)
- 1942: Wir machen Musik (Regie: Helmut Käutner)
- 1943: Maske in Blau (Regie: Paul Martin)
- 1943: Glück bei Frauen (Regie: Peter Paul Brauer)
- 1943: Liebespremiere (Regie: Arthur Maria Rabenalt)
- 1943: Der weiße Traum (Regie: Géza von Cziffra)
- 1943: Karneval der Liebe (Regie: Paul Martin)
- 1943: Ein Walzer mit Dir (Regie: Hubert Marischka)
- 1944: Die Frau meiner Träume (Regie: Georg Jacoby)
- 1944: Es lebe die Liebe (Regie: Erich Engel)
- 1948: Fregola (Regie: Harald Röbbeling)
- 1950: Die Dritte von rechts (Regie: Geza von Cziffra)
- 1950: Frühling auf dem Eis (Regie: Georg Jacoby)
- 1951: Die verschleierte Maja (Regie: Géza von Cziffra)
- 1951: Schön muß man sein (Regie: Ákos von Ráthonyi)
- 1951: Johannes und die 13 Schönheitsköniginnen (Regie: Kurt Ulrich)
- 1951: Sensation in San Remo (Regie: Georg Jacoby)
- 1952: Der bunte Traum (Regie: Geza von Cziffra)
- 1953: Maske in Blau (Regie: Georg Jacoby)
- 1952: Tanzende Sterne (Regie: Geza von Cziffra)
- 1953: Wenn der weiße Flieder wieder blüht (Regie: Hans Deppe)
- 1954: Bei Dir war es immer so schön (Regie: Hans Wolff)
- 1955: Bonjour Kathrin (Regie: Karl Anton)
- 1956: Du bist Musik (Regie: Paul Martin)
- 1956: Symphonie in Gold (Regie: Franz Antel)
- 1956: Der schräge Otto (Regie: Géza von Cziffra)
- 1956: Uns gefällt die Welt (Regie: Robert Adolf Stemmle)
- 1957: Casino de Paris (Regie: André Hunebelle)
- 1957: Nachts im Grünen Kakadu (Regie: Georg Jacoby)
- 1957: Die Beine von Dolores (Regie: Géza von Cziffra)
- 1958: Bühne frei für Marika (Regie Georg Jacoby)
- 1958: Und abends in die Scala (Regie: Erik Ode)
- 1958: Scala – total verrückt (Regie: Erik Ode)
- 1959: Die Nacht vor der Premiere (Regie: Georg Jacoby)
- 1959: Traumrevue (Regie: Eduard von Borsody)
- 1959: Tausend Sterne leuchten (Regie: Harald Philipp)
- 1959: Du bist wunderbar (Regie: Paul Martin)
- 1959: La Paloma (Regie: Paul Martin)
- 1961: Kauf Dir einen bunten Luftballon (Regie: Geza von Cziffra)
- 1961: Ein Stern fällt vom Himmel (Regie: Geza von Cziffra)
- 1961: Heute gehn wir bummeln (Regie: Erik Ode)
- 1964: Die große Kür (Regie: Franz Antel)
- 1967: Das große Glück (Regie: Franz Antel)